# 1,3-ビスホスホグリセリン酸
1,3-ビスホスホグリセリン酸（1,3-ビスホスホグリセリンさん、1,3-Bisphosphoglycerate、1,3-BPG）は、ほとんど全ての生物が持っている有機化合物である。呼吸に関与する解糖系や光合成に関わるカルビン回路の中間体として重要である。1,3-BPGは、二酸化炭素の固定の際に3-ホスホグリセリン酸からグリセルアルデヒド-3-リン酸を作る際の中間体である。また解糖系では2,3-ビスホスホグリセリン酸の前駆体となる。

## 構造と役割
1,3-BPGはグリセリンの1位と3位がリン酸化されたもので、アニオンとして存在する。このリン酸基によって、生体内でADPをリン酸化してATPを作るなど重要な働きを行っている。

### 解糖系
グリセルアルデヒド-3-リン酸 {\displaystyle {\ce {<=>}}} 1,3-ビスホスホグリセリン酸 {\displaystyle {\ce {<=>}}} 3-ホスホグリセリン酸
前述したように、1,3-BPGは解糖系の中間体である。グリセルアルデヒド-3-リン酸のアルデヒド基の酸化によって生成する。これによりアルデヒド基はカルボン酸になり、強いアシル-リン酸基結合が生成する。これは解糖系でNAD+をNADHに変化させる唯一の反応である。1,3-BPGの生成を触媒する酵素は、グリセルアルデヒド-3-リン酸デヒドロゲナーゼである。
1,3-BPGの持つ高エネルギーのアシル-リン酸基結合はATPの生成を助け、呼吸で重要な役割を果たす。次の反応によるATP分子は、呼吸の反応で最初に生成される物質である。
1,3-ビスホスホグリセリン酸 {\displaystyle {\ce {+ ADP <=>}}} 3-ホスホグリセリン酸 + ATP
1,3-BPGからATPに無機リン酸を転移してATPを生成する反応は、ΔGが小さいために可逆反応である。これはアシル-リン酸基結合の1つが切られると同時に別の1つが生成するためである。この反応は自然には起こらず、触媒を必要とする。この触媒は、ホスホグリセリン酸キナーゼによって行われる。ホスホグリセリン酸キナーゼは、ヘキソキナーゼと同様に、反応中に基質によるコンフォメーションの変化が起こる。
解糖系で1分子のグルコースから2分子の1,3-BPGが生成するため、1,3-BPGは解糖系全体で10分子生成されるATPのうち、2分子を作り出している。解糖系では初期の不可逆反応で2分子のATPを消費する。このため解糖系は不可逆過程で、正味2分子のATPと2分子のNADHが生成する。2分子のNADHは約3分子のATPを生成しうる。

### カルビン回路
1,3-BPGはカルビン回路でも解糖系とほぼ同様の反応をする。しかし、反応経路は可逆過程である。この他の主な違いは、解糖系でNAD+が電子のアクセプターとして用いられていたのに対し、カルビン回路ではNADPHが電子のドナーとして用いられることである。この反応回路では、1,3-BPGは3-ホスホグリセリン酸から生成し、グリセルアルデヒド-3-リン酸の前駆体となる。
また解糖系と違って、カルビン回路では1,3-BPGはATPを生成せず、消費するのみである。このためこれは不可逆過程となる。

## 医療
ヒトの通常の代謝では約20%の1,3-BPGは解糖系に入らない。代わりに、赤血球でATPを還元する経路などに用いられる。こちらの経路では1,3-BPGは、2,3-ビスホスホグリセリン酸（2,3-BPG）という良く似た化合物に変換される。2,3-BPGはヘモグロビンから効率よく酸素を外すことができる。1,3-BPGの血中濃度は低酸素症の患者では高まり、これは高地順応のメカニズムにもなっている。低濃度の酸素が1,3-BPGの濃度の上昇を引き起こし、これによって2,3-BPGの濃度も上昇し、2,3-BPGは酸素をヘモグロビンから引き離す。これらは負のフィードバックの関係となっている。